# 昆仑饭店

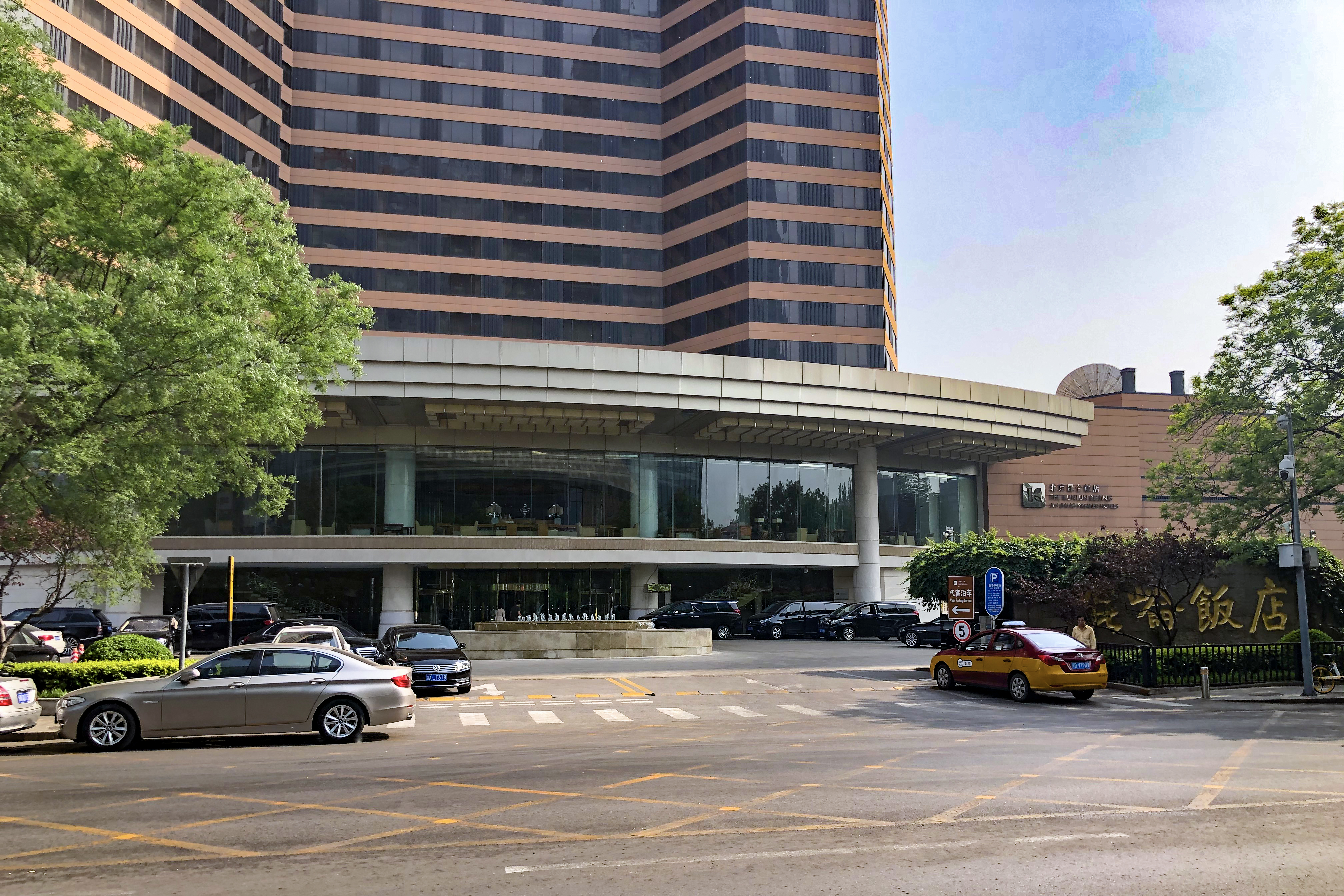
昆仑饭店正门

昆仑饭店（Hotel Kunlun）是一家位於中國北京市朝阳区左家庄街道新源南路2号的五星級饭店。

## 历史
昆仑饭店是由上海锦江国际集团在北京經營的旗舰店，1982年12月29日开工，1986年12月31日竣工并开始试营业，于1989年正式开业。饭店经营初期曾先后由香港和美国的饭店集团管理，但经营业绩不佳。1987年，上海锦江集团开始全权管理昆仑饭店。1996年被中国国家旅游局评为“全国50佳星级饭店”，同年，被美国优质服务科技学会授予第36届五星钻石奖。2005年進行装修改造工程。

## 位置
昆仑饭店位於朝阳区新源南路2号，坐落于亮马河北岸、东三环北路西侧，位于北京CBD中心区，毗邻使馆区和外交公寓，周边有中国国际展览中心，燕莎购物中心等，距北京首都机场仅20分钟车程。

## 外部連結
- 昆仑饭店官方网站 （页面存档备份，存于）